# Нижня Акберда
Нижня Акберда́ (рос. Нижняя Акберда, башк. Түбәнге Аҡбирҙе) — присілок у складі Зіанчуринського району Башкортостану, Росія. Входить до складу Муйнацької сільської ради.
Населення — 127 осіб (2010; 170 в 2002).
Національний склад:
- росіяни — 50%
- башкири — 48%